# Arthur Anthony Macdonell

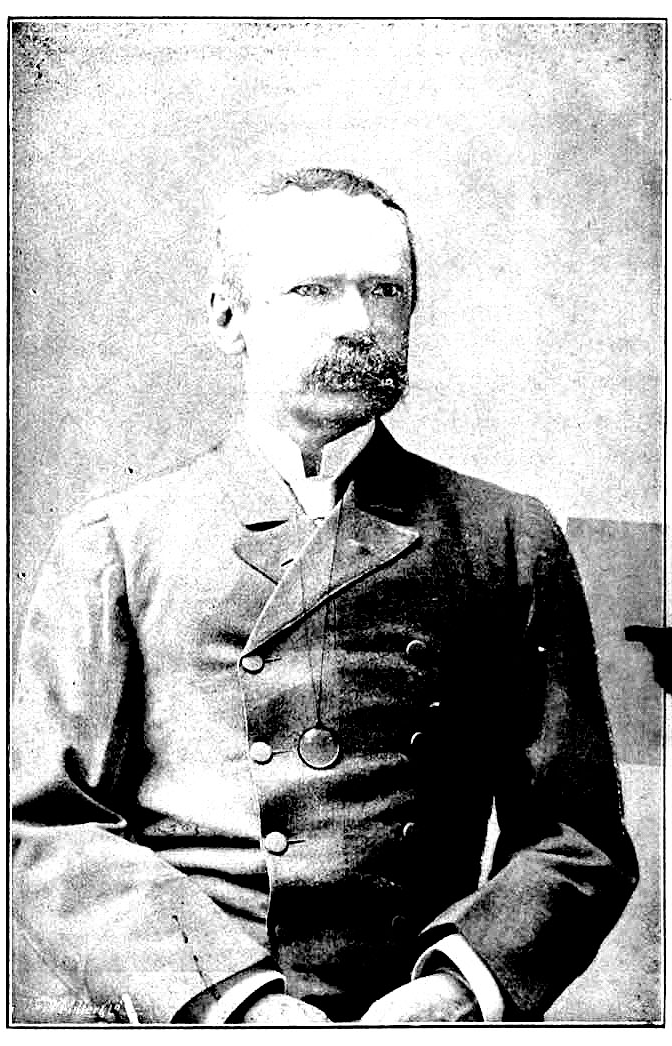
Arthur Anthony Macdonell en 1901.

Arthur Anthony Macdonell, académico de la Academia Británica (11 de mayo de 1854 - 28 de diciembre de 1930), fue un destacado especialista en sánscrito.

## Biografía
Macdonell nació en Muzaffarpur, en la India. Fue hijo de Charles Alexander Macdonell, perteneciente al Ejército Indio. Estudió en la Universidad de Gotinga. Luego se matriculó en 1876 en el Corpus Christi College (Oxford), donde recibió tres becas: una por alemán, otra por chino y la beca Boden para estudiar sánscrito. Se graduó con honores en 1880 y fue profesor de alemán en la Taylor Institution de Oxford. En 1883 realizó su doctorado en la Universidad de Leipzig y luego se convirtió en profesor titular de sánscrito en 1899, puesto que conllevó ser académico del Balliol College.
Macdonell editó varios textos en sánscrito. También escribió una gramática, compiló un diccionario, publicó una gramática y un libro de lectura de sánscrito védico y una obra sobre la mitología védica. Incluso elaboró una historia del sánscrito.

## Obra seleccionada
- MacDonell, Arthur Anthony (1900). A History of Sanskrit Literature. Kessinger Publishing (publicado el 2004). ISBN 1-4179-0619-7.
- The Brhad-Devata Attributed to Saunaka : A Summary of the Deities and Myths of the Rgveda—Critically edited in the original Sanskrit with an introduction and seven appendices and translated into English with critical and illustrative notes, Arthur Anthony MacDonell. Cambridge, 1904. 2 v., xxxv, 198, 334 p.
- A Vedic grammar for students, A.A. Macdonald. Delhi, 1916, Oxford.
- History of Vedic Mythology, A.A. Macdonald.  New Delhi, Sanjay Prakashan, 2004, ix, 270 p., ISBN 81-7453-103-3.
- Macdonell, Arthur Anthony. A practical Sanskrit dictionary with transliteration, accentuation, and etymological analysis throughout. London: Oxford University Press, 1929
- A Sanskrit Grammar for Students, Arthur Anthony Macdonald, Oxford University Press, ISBN 0-19-815466-6.
- A Vedic Reader for Students, Arthur Anthony Macdonald, Oxford, 1917.